# José Spreafico
José Spreafico Antonioni (1833, Milán – 1880, Málaga) byl španělský průkopník fotografie, který působil převážně v Malaze. Jeho práce na železnici Córdoba-Málaga je považována za jednu z nejlepších ve španělské průmyslové fotografii 19. století.

## Životopis
Oženil se s ženou z Malagy a měl v tom městě fotografické studio. Usadil se v Malaze kolem roku 1850, což je dokumentováno v údajích ze sčítání lidu z roku 1861. Než se věnoval fotografii, měl i jiné profese, jako je zlatník a obchodník, ale v roce 1866 se již jako fotograf objevuje v různých dokumentech.
Jedním z jeho nejvýznamnějších děl je dílo provedené v roce 1867 s názvem Álbum de obras del ferrocarril Córdoba-Málaga (Album železničních děl Córdoba-Málaga), které sbírá obrazová data o těchto dílech. Joan Fontcuberta poukazuje na to, že naznačuje vzory pozdějšího hnutí Nová věcnost. Dalším významným dílem je Recuerdo histórico 1486–1492 La Rábita – Palos – Cristóbal Colón, kterou vytvořil v roce 1875 a sestává z pěti fotografií s úmyslem prezentovat je na Světové výstavě ve Filadelfii (1876) věnované stému výročí Kryštofa Kolumba.
Rovněž vykonával vlastní práci fotoreportéra, například v návaznosti na návštěvu Alfonse XII. v Malaze v roce 1877 a další činnosti, které byly ve městě významné.
Jeho práce jsou v různých sbírkách a archivech.

## Galerie

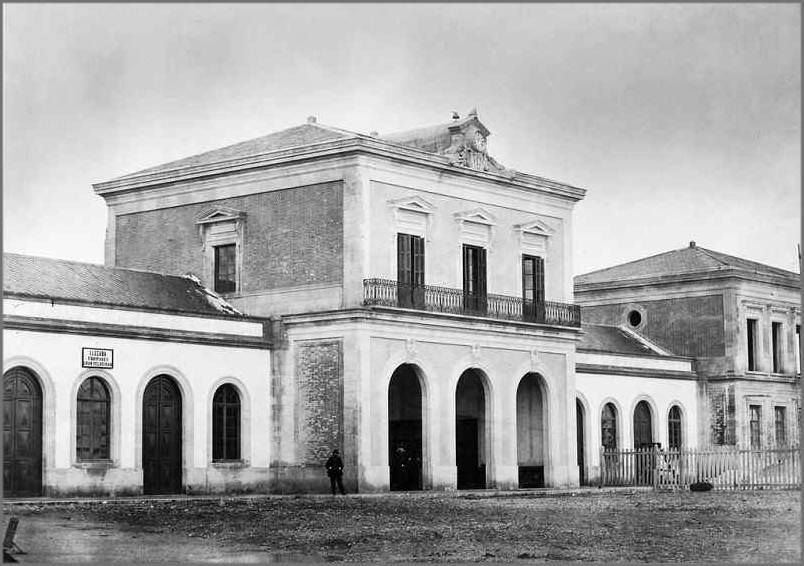
Antigua estación de Córdoba, 1867
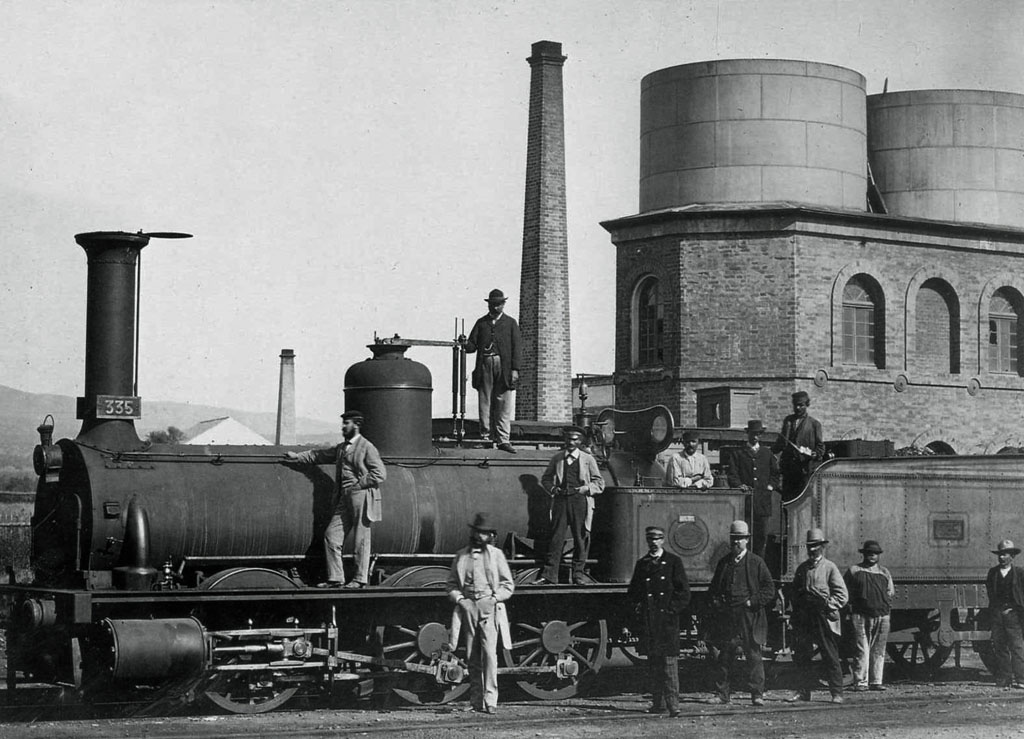
Estacion Cordoba, 1867
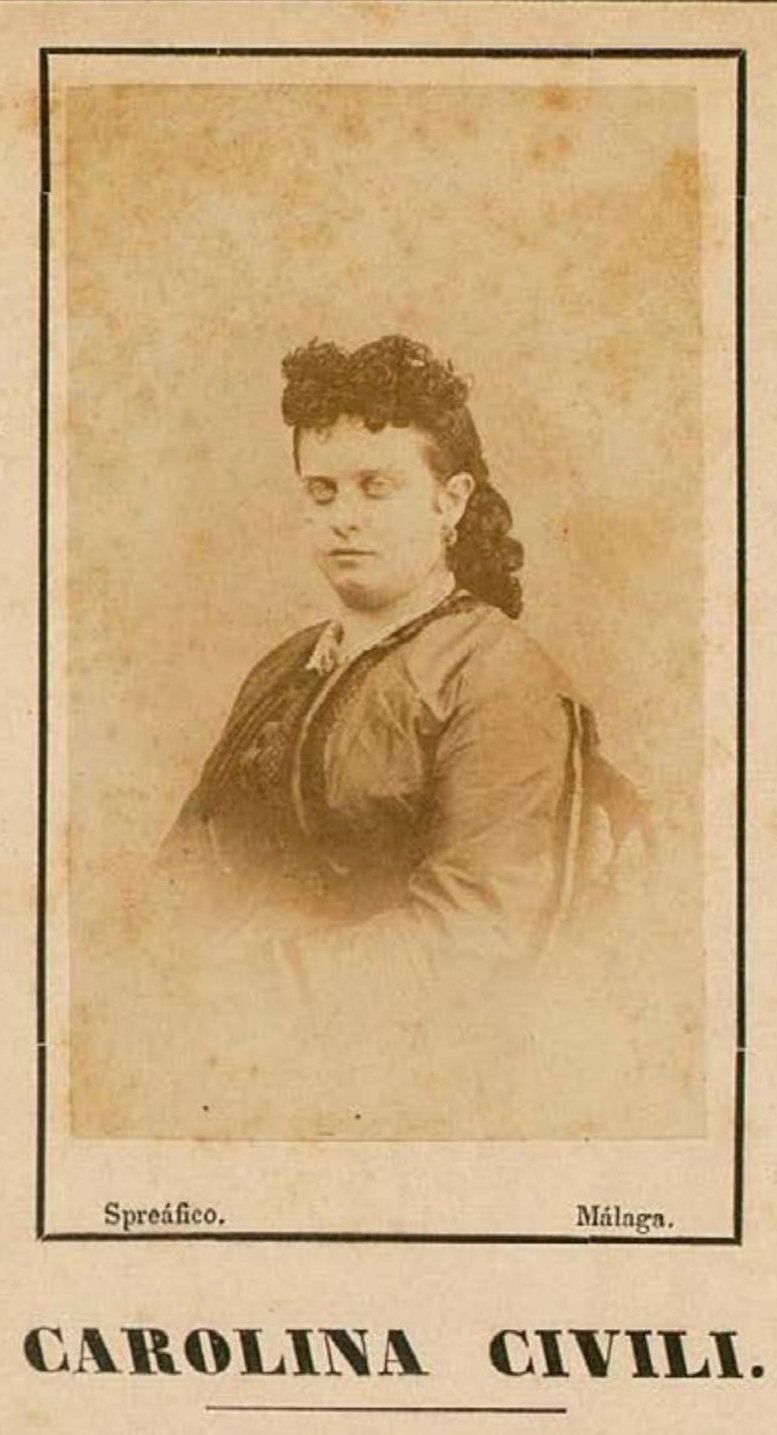
Divadelní herečka Carolina Civil, asi 1870